# Hakata-ben

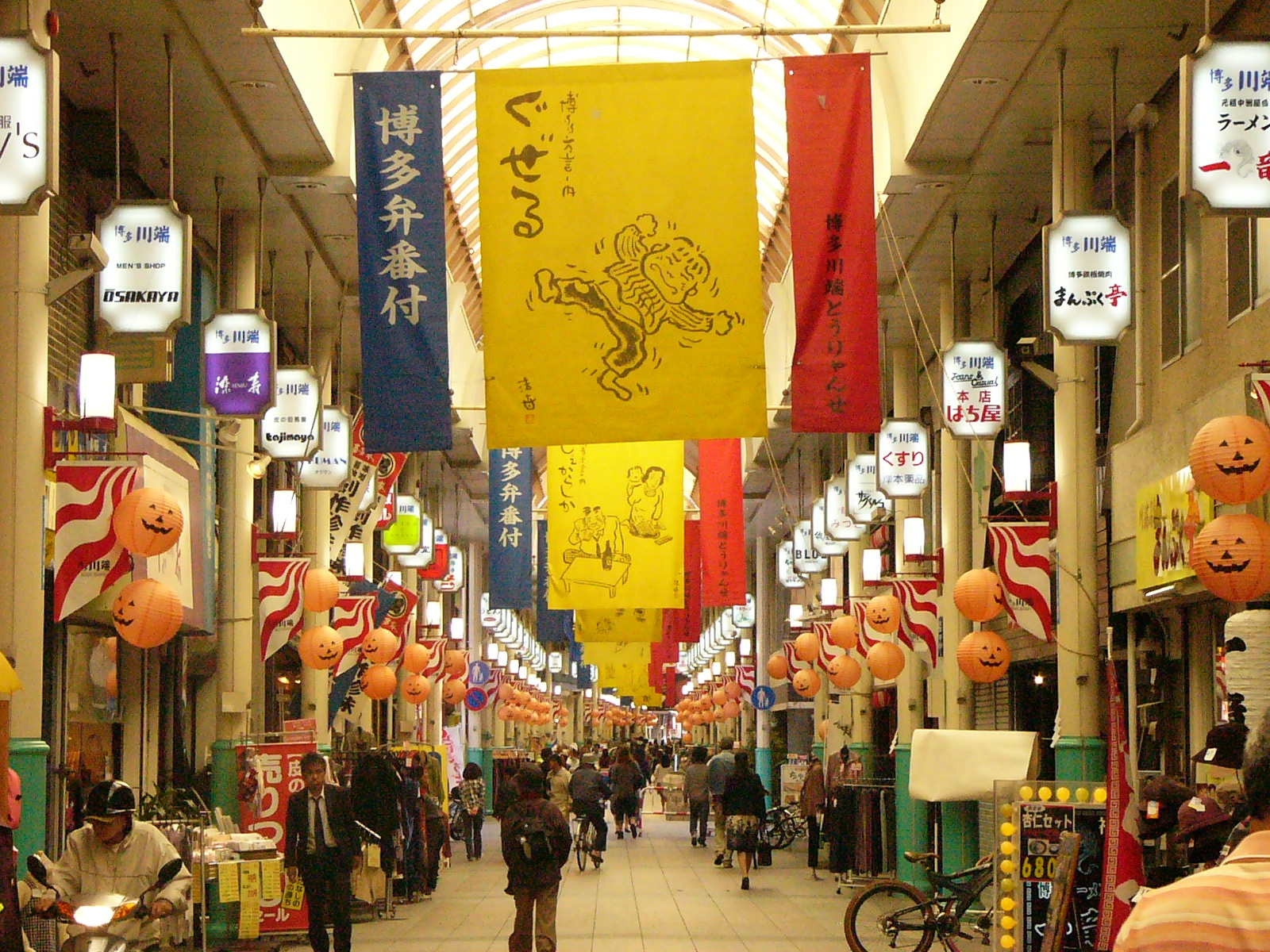
Bannières en hakata-ben au Kawabata-dori arcade, Fukuoka.

Le Hakata-ben (博多弁) est un dialecte du japonais parlé dans l'île de Kyūshū, au Japon. Il tire son nom de la ville  de Hakata dans la préfecture de Fukuoka, qui a fusionné en 1889 avec Fukuoka.
Le Hakata-ben possède des différences importantes avec le japonais standard.

## Vocabulaire
- Batten et daken au lieu de dakedo (mais)
- Ano sa au lieu de ano ne (vous voyez…)
- Asoban au lieu de asobu (jouer)
- Yokarōmon au lieu de deshō
- Bari au lieu de totemo (très)
- Shitōcchan au lieu de shiterunda (je suis en train de le faire)
- ~Shitōkiyo au lieu de shite kinasai (fais ~ s'il te plaît)
- Tottō to au lieu de totte iru no (est-ce pris ?)
- Yokka yokka au lieu de sō desu ne (ouais ; vraiment ?)
- Kuyaka au lieu de minikui (laid)
- Nukka au lieu de atsui (chaud)

Mots utiles : moi = uchi ; vous = ātan ; oui = yoka ; non = innya.

## Grammaire
- Pour les phrases affirmatives, ajouter -bai à la fin de la phrase standard.
  - Kore wa enpitsu desu. ⇒ Kore wa enpitsu bai. (C'est un crayon.)
- Pour les phrases interrogatives, ajouter -to à la fin de la phrase standard.
  - Sore wa pen desu ka? ⇒ Sore wa pen to? (Est-ce un stylo ?)
- Pour les adjectifs, changer le dernier -i de l'adjectif en -ka lorsqu'utilisé en attribut et seul.
  - Sore wa samui. ⇒ Sore wa samuka. (C'est froid.)
- Pour les adjectifs au sein d'une phrase, ajouter -ken à la fin des adjectifs.
  - Kyō wa samui desu. ⇒ Kyō wa samui ken. (Il fait froid aujourd'hui.)

## Exemples
J'aime le Hataka-ben. = Hakata ben suitō.
J'y serai dans un instant ! = Ima kara kukken!

## Sources
- (en)  Japanese/Dialects/Kyushu, sur Wikibooks en anglais
- (en) Dialects of Northern Kyushu